# قوشة بلاغ (مراغة)
قوشة بلاغ هي قرية في مقاطعة مراغة، إيران. عدد سكان هذه القرية هو 27 في سنة 2006.